# Такер і Дейл проти зла
«Такер і Дейл проти зла» (англ. Tucker & Dale vs. Evil), відома також як «Забійні Канікули», або ж «Ульотні канікули», чи «Убивчі канікули» — канадсько-американська чорна комедія 2010 року про двох доброзичливих селюків, яких через непорозуміння група студентів сприймає за вбивць.

## Сюжет
Група студентів — Еллісон, Чад, Хлоя, Чак, Джейсон, Наомі, Тодд, Мітч та Майк — знімають відео в темній будівлі, де на них нападає озброєний незнайомець.
За три дні до того студенти приїжджають до Західної Вірджинії. Дорогою вони з жахом усвідомлюють, що забули купити пива і йдуть за ним до найближчої крамниці на заправці. Там їм трапляються Такер і Дейл — двоє доброзичливих селян, які нещодавно купили покинуту хатину на березі озера в лісі. Студенти бояться місцевих жителів, але Такер радить Дейлу підійти і познайомитися. Ті сприймають Дейлову доброзичливість з підозрою (до того ж Дейл узяв з собою косу), та поспіхом від'їжджають. Дейл засмучується, пояснюючи це тим, що він огрядний і бідний. Але Такер вважає, що його друг просто недостатньо наполегливий.
У хатині Такер і Дейл знаходять вирізки з газет про зникнення людей, і ледь не раняться об цвяхи, але сприймають це без жодного остраху. Тим часом Чад розповідає друзям страшну історію про «різанину в День пам'яті» — коли група селян нібито вбила таких самих студентів у тому ж місці 20 років тому. Пізніше вони йдуть купатися голяка на озеро, де рибалять Такер і Дейл. Злякавшись їх, Еллісон вдаряється головою. Селяни рятують її від утоплення, але інші тікають, вважаючи, що вони її викрали.
Наступного дня Еллісон прокидається в хатині Такера і Дейла. Спочатку налякана, вона поступово з ними товаришує і розуміє, що Дейл доволі кмітливий, хоча й наївний, чоловік. Той водночас переконується, що Еліссон працьовита дівчина. Одночасно Чак іде покликати поліцію, поки Чад веде інших до хатини, щоб «врятувати» Еллісон. Вони прибувають саме тоді, коли Такер випадково потурбував осиний рій, рубаючи старе дерево. Розмахуючи бензопилкою, він лякає Мітча, який біжить крізь ліс і настромлюється на палицю.
Знайшовши тіло Мітча, Чад переконує інших, що їм треба озброїтися і вбити жителів хатини. Випадково підслухана розмова Такера й Дейва, а потім залишена ними «записка» на колоді («Ваша подруга у нас»), лише переконує студентів, що ті двоє — вбивці. Потім вони бачать як Еліссон допомагає Дейву копати яму для нужника, і вирішують, що той змусив їхню подругу копати могилу. Тодд необачно нанизується на спис, який він сам приніс, Майк стрибає в подрібнювач деревини, намагаючись збити Такера, а Еллісон падає на землю від випадкового удару лопати Дейла. Коли Дейл заводить її всередину, Такер припускає, що студенти приїхали до лісу для масового самогубства, і хочуть убити Еліссон. Такер відмовляє Дейла викликати поліцію, боячись, що їх звинуватять у вбивствах. Чад звинувачує решту своїх друзів у слабкості й закликає їх боротися до смерті.
Чак приводить шерифа Гурра, який бачить Такера і Дейла, коли вони тягнуть половину тіла Майка. Але випадково шериф убиває себе об цвяхи, коли йде оглянути хатину. Чак хапає пістолет Гурра, і випадково застрелюється, шукаючи запобіжник. Чад повертається, беручи в заручники собаку селян, Джангерса. Такер рятує Джангерса, але його бере в полон Чад, який катує його та відрізає йому два пальці, щоб виманити Дейла. Дейл вирушає рятувати Такера, поки Чад та Наомі намагаються врятувати Еллісон. Вона пояснює, що сталося, використовуючи свої знання з психології, але вони звинувачують її у стокгольмському синдромі. Чад розповідає, що його мати — єдина, хто вижила в «різанині в День пам'яті». Джейсон і Хлоя вриваються до хатини, щоб врятувати Еллісон, але спалахує пожежа, де Наомі, Хлоя та Джейсон гинуть. Такер, Дейл та Еллісон тікають на авто, проте врізаються в дерево.
Поранений Такер розповідає Дейлу, що Чад відвів Еллісон до старої лісопилки. Там Чад погрожує розпиляти її циркулярною пилкою, якщо вона не стане його дівчиною. Тоді Дейл зумисне одягається як ман'як з фільмів жахів і рятує Еліссон. Забарикадуючись нагорі, вони знаходять вирізки з газет, які розкривають, що батько Чада був одним із селян, відповідальних за «різанину в День пам'яті». Приголомшений цим Чад відволікається, а Дейл кидає в нього коробку ромашкового чаю, через що у того стається напад астми. Чад випадає з вікна й гине.
Три дні по тому поліція та журналісти роблять висновок, що всі загиблі скоїли групове самогубство, але тіло Чада знайти не вдалося. Насправді Чад вижив і вбиває знімальну групу. В той час Такер одужує в лікарні, де його відвідує Дейл і повідомляє, що йде запросив Еллісон грати в боулінг. Дейл дає своєму знайомому пораду бути більш наполегливим, що призводить до нового непорозуміння з іншою групою студентів. Дейл та Еллісон освідчуються одне одному в коханні й цілуються.

## У ролях
| Актор                   | Роль           |
| ----------------------- | -------------- |
| Тайлер Лебайн           | Дейл Добсон    |
| Алан Тьюдік             | Такер Макгі    |
| Катріна Бовден          | Еллісон «Еллі» |
| Джессі Мосс             | Чад            |
| Челан Сіммонс           | Хлоя           |
| Брендон Джей Макларен   | Джейсон        |
| Крісті Лейнг            | Наомі          |
| Тревіс Нельсон          | Чак            |
| Алекс Арсенолт          | Тод            |
| Адам Бічесни            | Мітч           |
| Джозеф Аллан Сьюзерленд | Майк           |
| Філіп Гренжер           | шериф Гурр     |

## Сприйняття
Фільм отримав переважно схвальні відгуки. Rotten Tomatoes дав середню оцінку 86 % схвалення від критиків, а також 85% схвалення від пересічних глядачів.
Нік Шагер у Slant похвалив сюжет режисера Елі Крейга, що ніколи не виходить за межі, де добродушні Такер і Дейл потрапляють в обставини, котрі роблять їх схожими на психопатів, тоді як зверхній Чад насолоджується новознайденою можливістю потурати своїм садистським бажанням. Підміняючи деталі «Техаської різанини бензопилою» та «Повороту не туди», фільм доволі розумно подається з необхідним іронічним глузуванням.
Фелім О'Нілл у The Guardian писав: режисер-дебютант Елі Крейг чудово втілив суміш жахів і комедії, чому значною мірою сприяють чарівні головні герої та оригінальний головний жарт, що нерозуміння студентами справжніх намірів селян призводить до фатальних наслідків. Як і в більшості фільмів з одним жартом, сюжет швидко вичерпується, але це все одно весела та незабутня пригода.
Фільм зібрав лише 223 838 доларів у Сполучених Штатах, але перевищив 5 мільйонів доларів зборів за кордоном.